# Margrete Aukenová
Margrete Helle Aukenová (* 6. ledna 1945, Aarhus) je dánská politička, která v letech 2004–2024 sloužila jako poslankyně Evropského parlamentu (MEP). Je členkou Socialistické lidové strany, která je součástí Evropské strany zelených. Dříve byla také členkou Folketingu.
Aukenová byla vzdělávána na Kodaňské univerzitě a je farářkou v kostele Frederiksberg.

## Politická kariéra
Aukenová byla od října 1979 do prosince 1990 a od září 1994 do června 2004 členkou dánského parlamentu.
Když byla v roce 2004 zvolena jako jediná kandidátka SF do Evropského parlamentu, vyvolala ve straně pozdvižení tím, že se bez souhlasu SF připojila k Zeleným/Evropské svobodné alianci místo k Evropské sjednocené levici a Severské zelené levici.
V parlamentu působí Aukenová od roku 2014 ve Výboru pro životní prostředí, veřejné zdraví a bezpečnost potravin. Dříve byla členkou Výboru pro dopravu a cestovní ruch (2004-2007), Výboru pro rozvoj (2005-2009) . V roce 2007 se také připojila k Petičnímu výboru.
Kromě činnosti ve výboru je Aukenová členkou delegace pro vztahy s Palestinou. Je také součástí Meziskupiny Evropského parlamentu pro dobré životní podmínky a ochranu zvířat a Meziskupiny Evropského parlamentu pro moře, řeky, ostrovy a pobřežní oblasti.
Aukenová byla znovu zvolena v roce 2019.

## Osobní život
Bratr Aukenové je Svend Auken. Má tři děti. Její dcera Ida Aukenová je také farářkou a političkou, ačkoli od roku 2014 je na rozdíl od své matky členkou Radikální liberální strany. Mladší Aukenová byla ministryní životního prostředí v první vládě Helle Thorningové-Schmidtové.